# EMD SW1500
EMD SW1500 − amerykańska lokomotywa spalinowa wykorzystywania głównie do pracy przetokowej, budowana w latach 1966–1974 przez oddział General Motors - Electro-Motive Division. Zastąpiła lokomotywy mniejszej mocy oznaczone SW1000 oraz SW1200.
Serię SW1500 zastąpiła nowocześniejsza seria lokomotyw MP15DC.